# Alkur, Raichur
Alkur là một làng thuộc tehsil Raichur, huyện Raichur, bang Karnataka, Ấn Độ.